# پوکاسایا (موکگوا)
پوکاسایا (به اسپانیایی: Pucasaya) یک کوه در پرو است که در منطقه موکگوا واقع شده‌است. پوکاسایا ۵٬۳۲۰ متر بالاتر از سطح دریا واقع شده‌است.